# Dům čp. 17 (Bubeneč)
Měšťanský dům čp. 17/XIX je dvojdomek na severozápadní straně Krupkova náměstí čp. 3, zahradou zasahující do Goetheho ulice, v Praze 6 – Bubenči. Stojí severozápadně od kostela sv. Gottharda a západně od budovy Obchodní akademie čp. 6/XIX. Od roku 1958 je chráněn jako kulturní památka.

## Historie a popis
Parcela od středověku náležela ke statku Přední Ovenec při kostele sv. Gottharda.
Na obdélném půdorysu současného pozdně klasicistního jednopatrového domu čp. 17 stála v 18. století chalupa, podle některých zdrojů Tylišovská a na východní straně poustka (čp. 23), později proměněná na stodolu. Jiný pramen za majitele označuje Karla Antonína svobodného pána Hubryka z Hennersdorfu, který chalupu roku 1764 prodal Antonínu Měchurovi, solnímu plavci v Bubenči a ten ji v roce 1796 postoupil své manželce Anně.
Základem dnešního dvoupatrového obytného domu je stavba z doby před rokem 1780, kterou si dal postavit tehdejší majitel Václav Holeček. Na počátku 19. století byl dům rozdělen na dva. První dům čp. 17 (západní rohová část) pak koupil vídeňský úředník Jakub Demel († 1857) s manželkou Terezií. Menší východní část byla označena čp. 23, jak je zakresleno v mapě stabilního katastru z roku 1842.
V roce 1824 ji koupil pekař a poslední ovenecký rychtář Michal Jašínský. Roku 1840 přikoupil ještě hostinec Na seníku čp. 14, který pro něj upravil architekt Ignác Palliardi (zbořen byl roku 1942).
V roce 1873 zde c. a k. erár zřídil policejní stanici a obě stavby se dvěma vchody sjednotila táž fasáda s plastickou rustikou. Ve vchodu původního čp. 23 se dochovala klasicistní dubová vrata s řezaným sluncovým motivem.
K domu přiléhá dvůr a zahrada se vzrostlými jehličnany, s ohradní zdí a brankou podél Goethovy ulice. V domě sídlí galerie a aukční síň Arthouse Hejtmánek.

## Galerie

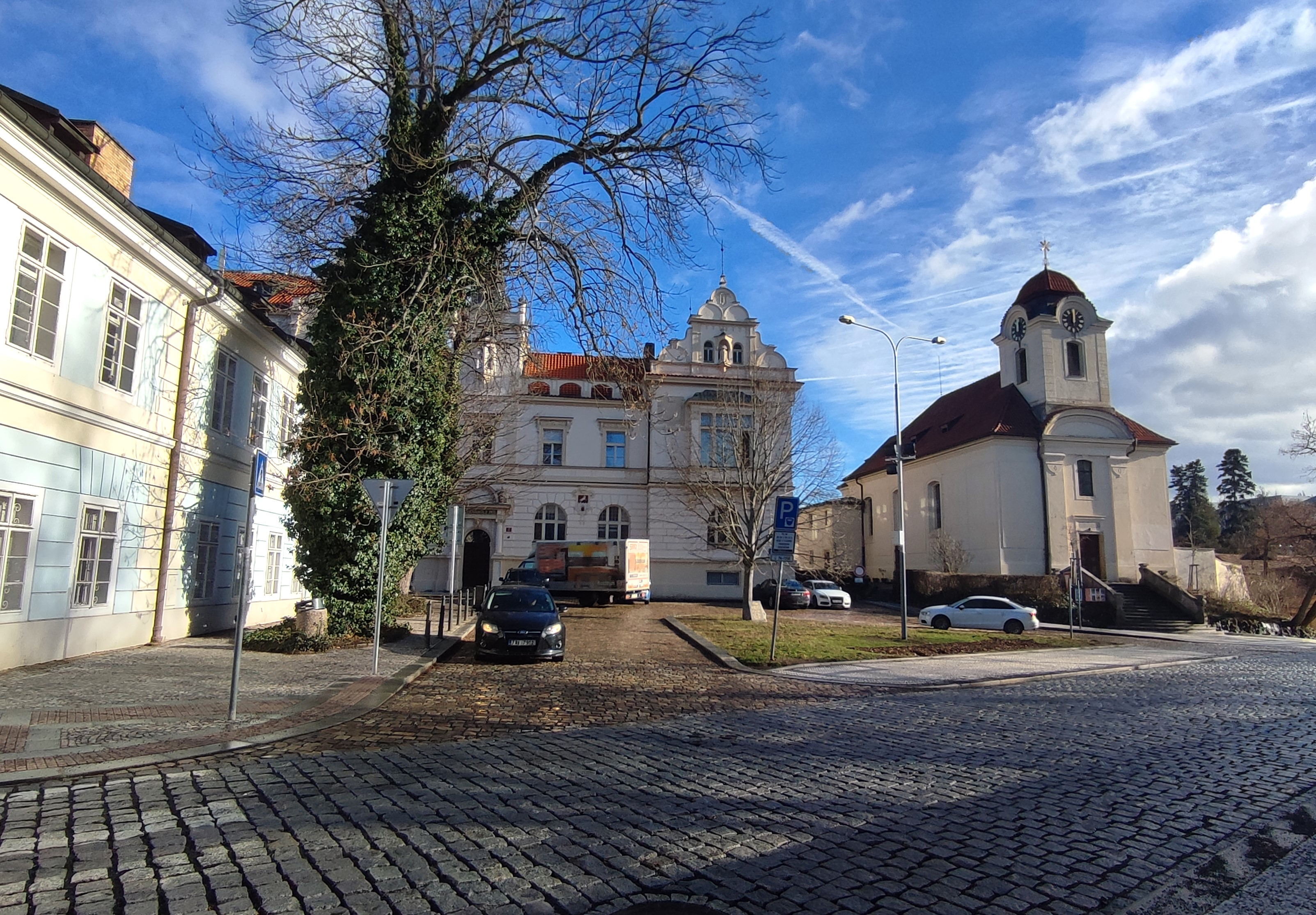
Krupkovo náměstí, vlevo dům čp. 3
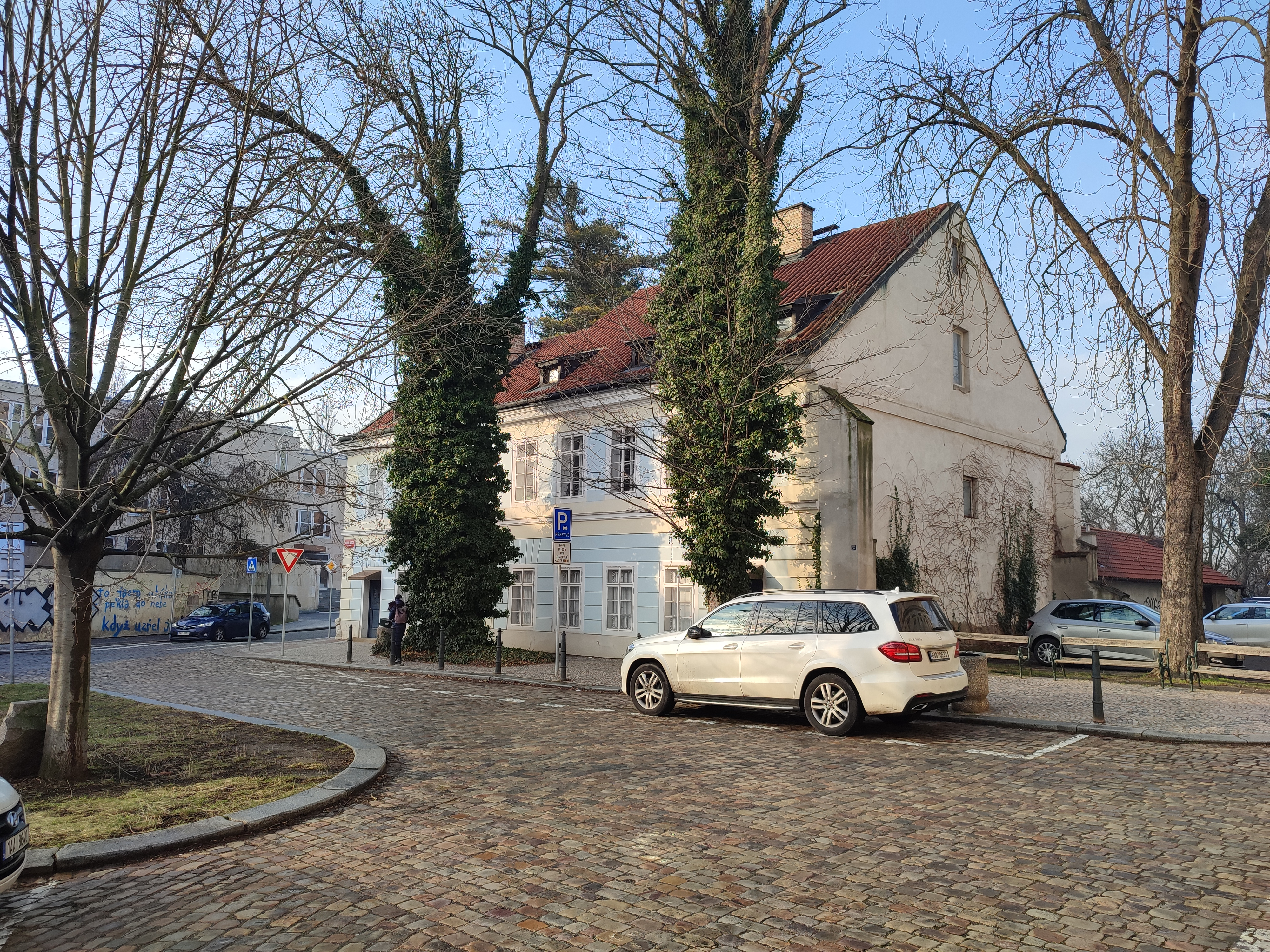
Pohled od školy
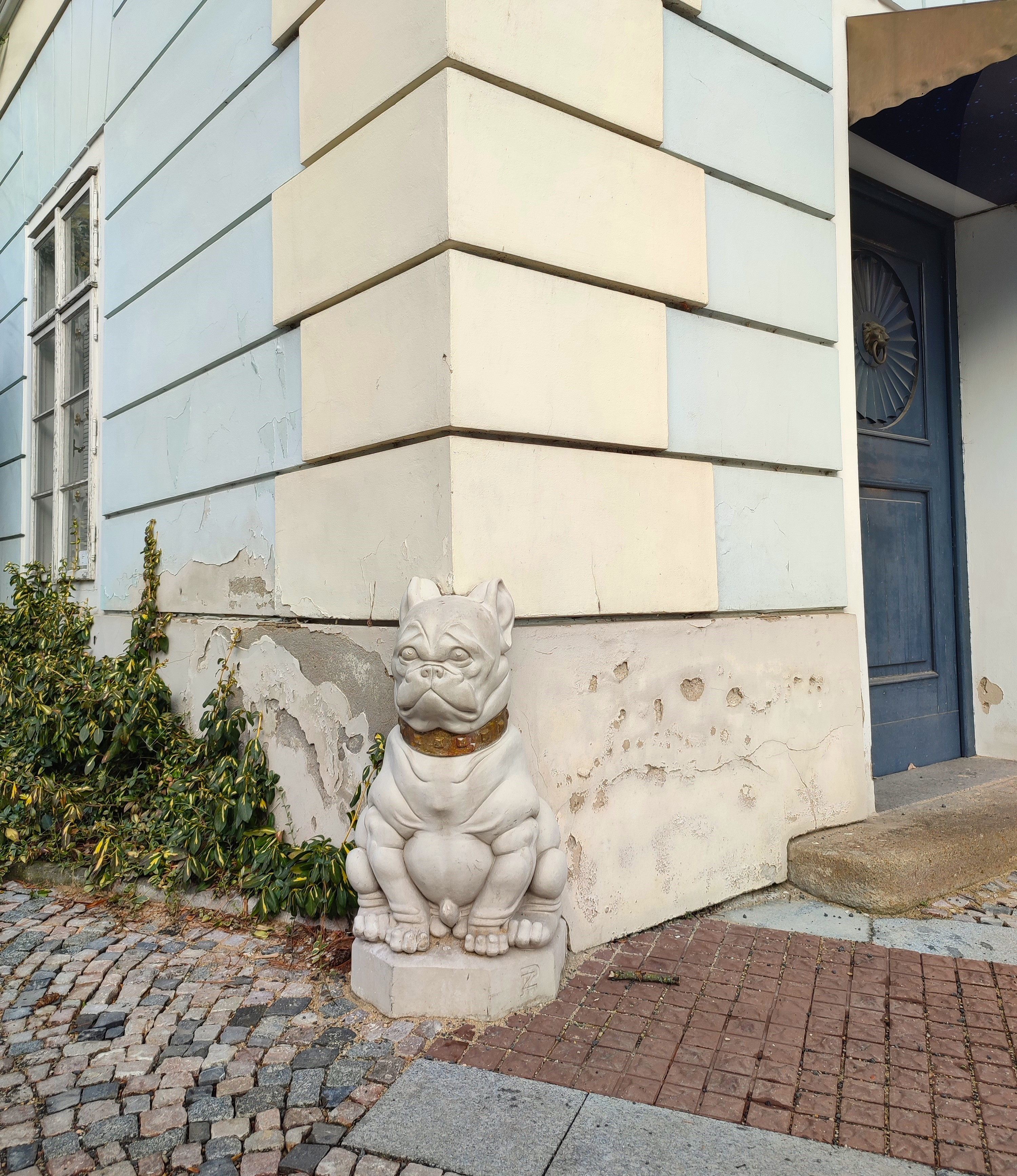
Patník
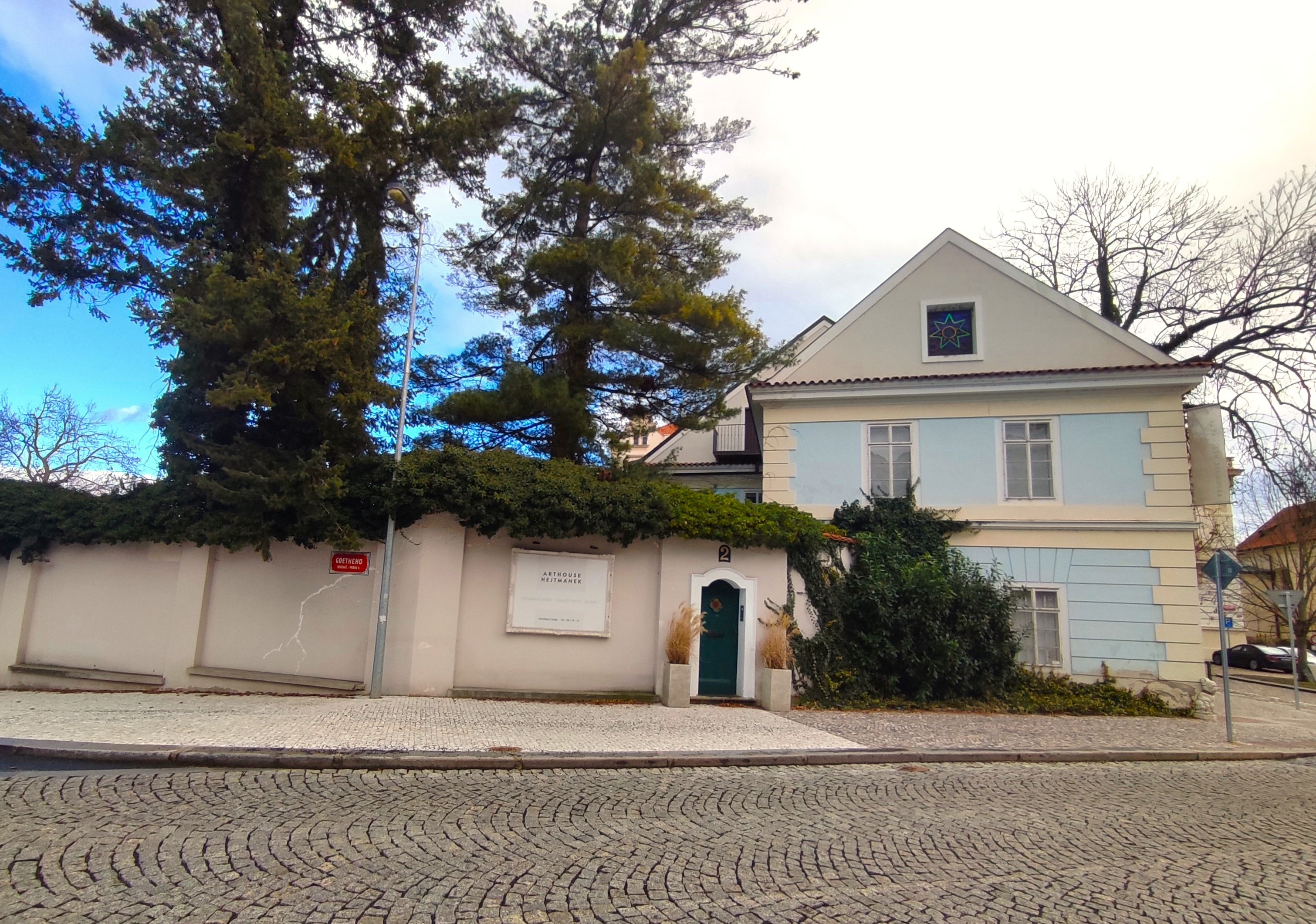
Nároží Krupkova náměstí a Goetheho ulice
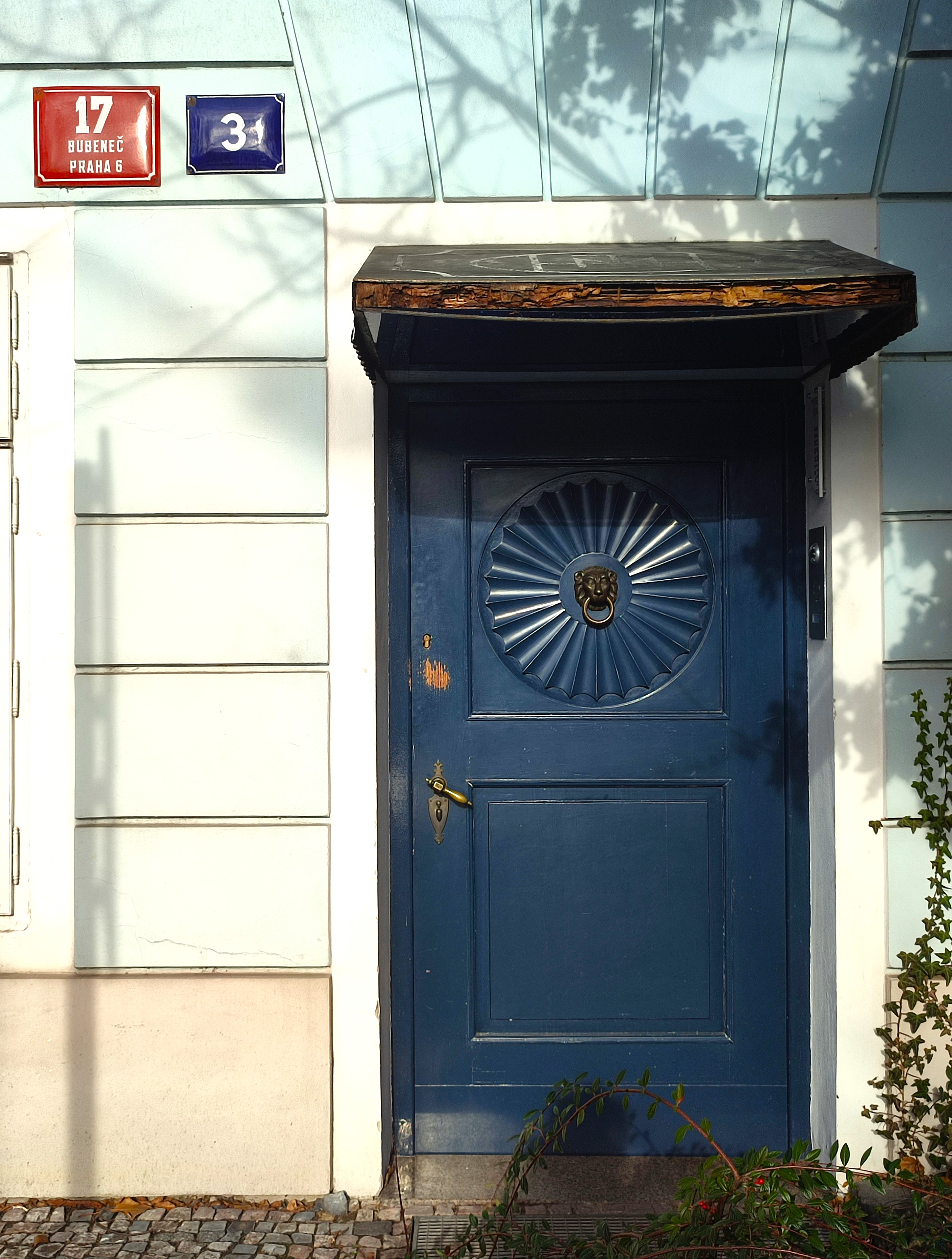
Dveře